# Prosthechea concolor
Prosthechea concolor là một loài thực vật có hoa trong họ Lan. Loài này được (Lex.) W.E.Higgins miêu tả khoa học đầu tiên năm 1997.